# (6703) 1988 CH
(6703) 1988 CH (1988 CH, 1974 SM, 1978 RW3) — астероїд головного поясу.
Тіссеранів параметр щодо Юпітера — 3,392.